# Maniola nurag
Il satiro dei nuraghi (Maniola nurag Ghiliani, 1852) è un lepidottero diurno appartenente alla famiglia Nymphalidae, endemica della Sardegna.

## Descrizione
La forma adulta ha un'apertura alare che va dai 3 ai 4,5 cm ed è di un colore fra il marrone e l'arancione; caratteristici sono i due ocelli scuri vicino all'apice anteriore delle ali..